# Operacja Manna (1945)

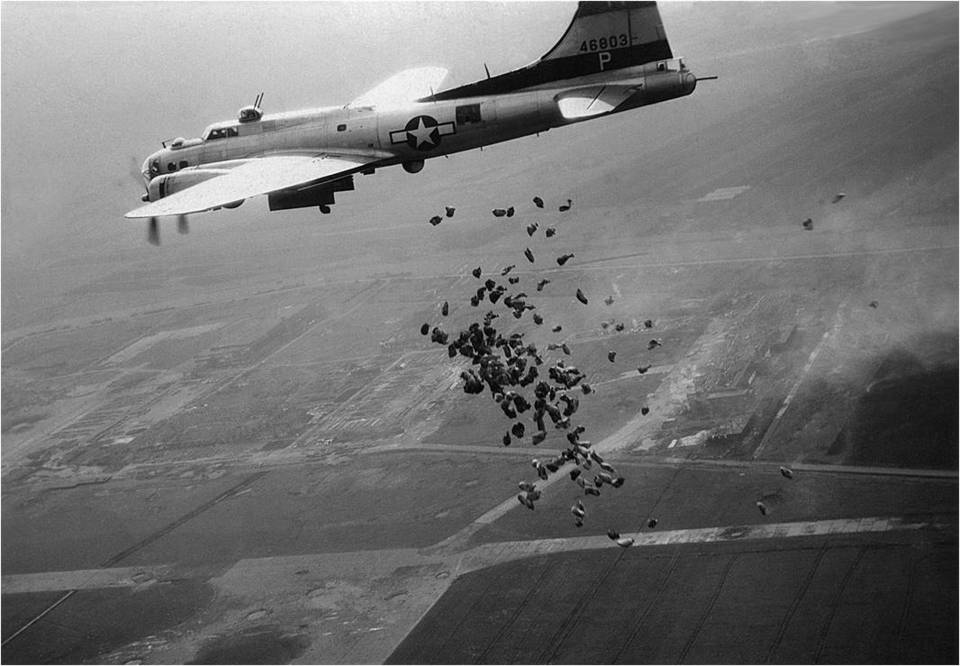
Amerykański samolot Boeing B-17 Flying Fortress zrzuca Holendrom zaopatrzenie

Operacja Manna (nazwa kodowa w USAAF Chowhound) – była prowadzona od 29 kwietnia 1945 roku do zakończenia działań zbrojnych w Europie, co nastąpiło 8 maja 1945 roku. Były to dwie niezależne operacje – Manna w wykonaniu Royal Air Force (w dniach 29 kwietnia–7 maja) i Chowhound (1–8 maja) – w trakcie których zrzucono 11 tys. ton żywności na wciąż okupowane przez siły niemieckie obszary zachodniej Holandii, dla głodującej ludności cywilnej (zob. głodowa zima). Gdy działania te okazały się niewystarczające, przeprowadzono Operację Faust – 2 maja 200 alianckich ciężarówek zaczęło dostarczać żywność do miejscowości Rhenen, leżącej wciąż jeszcze na terytoriach okupowanych. W operacji tej Niemcy nie przeszkadzali.

## Negocjacje
Na początku roku 1945 sytuacja ponad trzech milionów Holendrów, znajdujących się wciąż pod niemiecką okupacją, stała się krytyczna. Wobec zagrażającej im śmierci głodowej holenderski książę Bernhard zwrócił się bezpośrednio do dowódcy sił alianckich w Europie, generała Dwighta Eisenhowera, ale Eisenhower nie posiadał uprawnień do prowadzenia jakichkolwiek negocjacji z Niemcami. Dopiero gdy książę uzyskał poparcie premiera Winstona Churchilla oraz prezydenta Franklina Delano Roosevelta, Eisenhower mógł wydać generałowi lotnictwa Andrew Geddesowi rozkaz natychmiastowego rozpoczęcia planowania operacji. 23 kwietnia założenia uzyskały aprobatę amerykańskiego szefa połączonych sztabów George’a Marshalla.
Alianccy agenci wywiadu potajemnie negocjowali zgodę na przeprowadzenie tej akcji humanitarnej z Komisarzem Rzeszy Arthurem Seyss-Inquartem i zespołem oficerów niemieckich. Wśród uczestników rokowań byli przyszły kanadyjski pisarz Farley Mowat i niemiecki naczelny dowódca „Twierdzy Holandia” (niem. Festung Holland), generał Johannes Blaskowitz. Uzgodniono, że biorące udział w operacji samoloty nie będą ostrzeliwane, pod warunkiem, że będą przelatywać wyznaczonymi wcześniej korytarzami powietrznymi.

## Operacja Manna

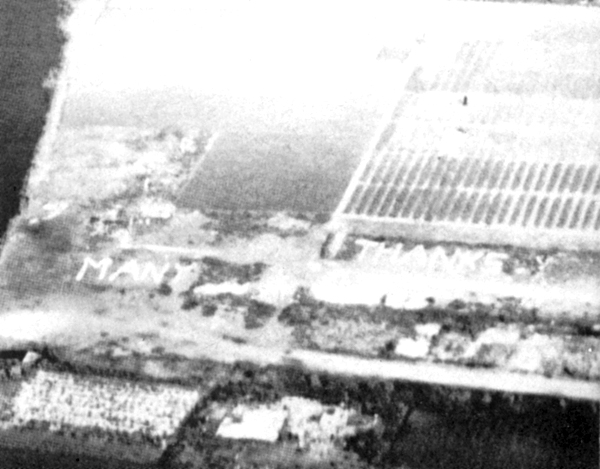
Ułożony z tulipanów napis Many Thanks (dosłownie „wielkie dzięki”) na terytorium Holandii w trakcie Operacji Manna

Jako pierwsi podjęli działania Brytyjczycy. Nazwę operacji zaczerpnięto od pożywienia, jakie Bóg miał zesłać Izraelitom na pustyni Synaj według Księgi Wyjścia.
Pierwszy z dwóch Lancasterów RAF-u, wyznaczonych do wykonania próbnego lotu rankiem 28 kwietnia 1945 roku, nosił nazwę „Bad Penny” (zaczerpniętą z angielskiego przysłowia: zły [fałszywy] pieniądz zawsze wraca). Bombowiec ten, którego załogę stanowiło siedmiu młodych ludzi (pięciu z prowincji Ontario w Kanadzie), wystartował – przy złej pogodzie – mimo tego, że Niemcy nie wyrazili jeszcze zgody na wstrzymanie ognia (Seyss-Inquart miał to uczynić następnego dnia). „Bad Penny” leciał bardzo nisko (15 metrów) nad morzem i niemieckimi stanowiskami dział przeciwlotniczych; mimo obaw dowództwa zdołał bezpiecznie dokonać zrzutu i wrócić do bazy.
Operacja Manna rozpoczęła się wkrótce potem. Brytyjskie samoloty z pierwszej, trzeciej i ósmej grupy RAF-u, w skład których wchodziło 145 samolotów de Havilland Mosquito i 3156 Lancasterów, wykonały 3298 lotów. Bombowce, które były używane do zrzucania bomb z pułapu 6000 m, tym razem dokonywały zrzutów z wysokości 150, a nawet 120 metrów, bowiem zasobniki z żywnością nie miały spadochronów. Strefami zrzutów, wyznaczanymi przez samoloty Mosquito z 105 i 109 Dywizjonu, były: lotnisko Valkenburg koło Lejdy, tor wyścigów konnych i lotnisko w Hadze, lotnisko w Rotterdamie i wyznaczone miejsce w Goudzie. Bomber Command dostarczyło do tych miejsc łącznie 6680 ton żywności.
Zgodnie z założeniem, pracownicy administracji lokalnej (istniała w Holandii pod okupacją) mieli zbierać pojemniki z żywnością, którą następnie mieli rozdzielać wśród potrzebujących. W rzeczywistości wielu nie mogło oprzeć się natychmiastowemu konsumowaniu wysoce tłustych zawartości puszek, co prowadziło do zaburzeń żołądkowo-jelitowych. Zdarzało się również, że pomoc docierała ze znacznym opóźnieniem – nawet do dziesięciu dni, czyli już po wyzwoleniu.
Wcześniej do Holandii docierały dostawy mąki ze Szwecji, z której w niektórych miejscowościach wypiekano biały chleb. Zgodnie z powojenną legendą mąka miała być zrzucana z samolotów, co nie było prawdą, podobnie jak twierdzenie, że żywność była zrzucana na spadochronach.

## Operacja Chowhound
Amerykańskie samoloty wykonały 2268 lotów poczynając od dnia 1 maja i dostarczając potrzebującym 4000 ton. 400 bombowców Boeing B-17 z USAAF, w dniach 1–3 maja, zrzuciło 800 ton wojskowych racji „K” na lotnisko w Amsterdamie, a w dniach późniejszych podobne ilości na miasta Bergen, Hilversum i Utrecht.

## Straty
W trakcie całej operacji utracono trzy samoloty z załogami: dwa zderzyły się w powietrzu, a jeden rozbił się z powodu pożaru silnika.

## Upamiętnienie
28 kwietnia 2007 roku imieniem Andrew Geddesa nazwany został pieszy szlak turystyczny w dzielnicy Rotterdamu Terbregge. Szlak rozpoczyna się koło pomnika Manna/Chowhound w pobliżu północnej obwodnicy Rotterdamu. Odpowiednia tablica została zamieszczona w obecności podpułkownika Angusa Geddesa z Royal Navy (syna Andrew Geddesa) i Dawida Chivertona z Australii (wnuka generała).